# Yves Peyraut
Yves Peyraut (14 septembre 1934, Rochefort-sur-Mer - 5 janvier 2002) est une figure marquante de l'anarchisme français.

## Biographie
Il a poursuivi des études de physique.
Membre de la Fédération anarchiste, il a notamment été l'un des fondateurs de Radio libertaire en 1981. Il a milité également à la CNT où il était directeur de l'édition du Combat syndicaliste de la fraction dites des Vignoles après la scission d'avec l'AIT en 1993, évènement dont il a été un des facteurs dynamiques. Il occupait dans le même temps des fonctions au Monde Libertaire et à Radio Libertaire. Depuis 1953, il défendait l’espéranto et jouait un rôle actif en étant le président du comité exécutif de l'Association Mondiale Anationale des travailleurs espérantistes (SAT) de 1984 à 2001. Il meurt le 5 janvier 2002 au Kremlin-Bicêtre.

## Œuvres
- Gestion rationnelle de la qualité
- Propriété, Égalité, les deux « mamelles » de la Révolution française
- Radio Libertaire, la voix sans maître, éditions du Monde Libertaire, 1991

### Articles
- « Nicola et Bart’ », Itinéraire : une vie, une pensée, no 2 « Sacco et Vanzetti »,‎ décembre 1987 (lire en ligne, consulté le 29 avril 2025).

## Sources
- Dictionnaire des anarchistes, « Le Maitron » : notice biographique.